# Камара, Усман (буркинийский футболист)
Усман Камара (фр. Ousmane Camara; род. 1 января 2006, Банамба, Мали) — гвинейский футболист, нападающий клуба «Рига» и национальной сборной Буркина-Фасо.

## Карьера
В январе 2024 Усман Камара стал игроком клуба «Рига». В феврале отправился в аренду в «Ауду». Дебютировал за клуб в чемпионате Латвии 8 марта в матче с РФС. Дебютный гол забил в ворота «Тукумса» 2 июня. В июле дебютировал в матче квалификации Лиги Конференций УЕФА с «Б-36». В конце декабря вернулся в «Ригу».

## Карьера в сборной
В сентябре 2024 года дебютировал за национальную команду Буркина-Фасо в матче квалификации Кубка африканских наций со сборной Сенегала.

### Список матчей за сборную
| Матчи и голы Камара за сборную Буркина-Фасо | Матчи и голы Камара за сборную Буркина-Фасо | Матчи и голы Камара за сборную Буркина-Фасо | Матчи и голы Камара за сборную Буркина-Фасо | Матчи и голы Камара за сборную Буркина-Фасо | Матчи и голы Камара за сборную Буркина-Фасо      |
| №                                           | Дата                                        | Соперник                                    | Счёт                                        | Голы                                        | Соревнование                                     |
| ------------------------------------------- | ------------------------------------------- | ------------------------------------------- | ------------------------------------------- | ------------------------------------------- | ------------------------------------------------ |
| 1                                           | 6 сентября 2024                             | Сенегал                                     | 1:1                                         | —                                           | Кубок африканских наций 2025 (отборочный турнир) |
| 2                                           | 10 сентября 2024                            | Малави                                      | 3:1                                         | —                                           | Кубок африканских наций 2025 (отборочный турнир) |
| 3                                           | 10 октября 2024                             | Бурунди                                     | 4:1                                         | —                                           | Кубок африканских наций 2025 (отборочный турнир) |
| 4                                           | 14 ноября 2024                              | Сенегал                                     | 0:1                                         | —                                           | Кубок африканских наций 2025 (отборочный турнир) |
| 5                                           | 18 ноября 2024                              | Малави                                      | 0:3                                         | —                                           | Кубок африканских наций 2025 (отборочный турнир) |

Итого: 5 матчей / 0 голов; 2 побед, 1 ничьих, 2 поражений.